# Boas Atururi
Boas Atururi (sinh ngày 21 tháng 8 năm 1990) là một cầu thủ bóng đá người Indonesia hiện tại thi đấu ở vị trí Hậu vệ cho câu lạc bộ tại Liga 1 Persipura Jayapura.